# Mesochorus grandidentatus
Mesochorus grandidentatus är en stekelart som beskrevs av Dasch 1974. Mesochorus grandidentatus ingår i släktet Mesochorus och familjen brokparasitsteklar. Inga underarter finns listade i Catalogue of Life.